# (8020) Erzgebirge
(8020) Erzgebirge ist ein Asteroid des inneren Hauptgürtels, der am 14. Oktober 1990 von den deutschen Astronomen Lutz D. Schmadel und Freimut Börngen an der Thüringer Landessternwarte Tautenburg (IAU-Code 033) entdeckt wurde.
Der Asteroid wurde am 11. Februar 1998 nach dem Erzgebirge benannt, einem Mittelgebirge in Sachsen und Böhmen, dessen höchste Erhebungen der Keilberg (Klínovec) und der Fichtelberg sind.